# Mouchet Battefort de Laubespin
Mouchet Battefort de Laubespin is een Frans adellijk huis, van wie een paar leden werden opgenomen in de Belgische erfelijke adel.

## Geschiedenis
- In 1588 werd Lionnet Mouchet de Battefort tot ridder geslagen door koning Filips II van Spanje.
- In 1659 werd door koning Filips IV van Spanje de heerlijkheid Laubespin verheven tot graafschap ten voordele van Charles Mouchet de Battefort.

## Genealogie
- François-Gabriel Mouchet Battefort (1734-1005), markies van Laubespin, x Elisabeth l'Escorailles († 1824)
  - Marie-Charles Mouchet Battefort (1764-1849), markies van Laubespin, x Camille de Lévis-Mirepoix (1779-1838)
    - Camille Mouchet Battefort de Laubespin (1812-1876), x Herménégilde de Beaufort-Spontin (1813-1889)
      - Alfred Mouchet Battefort de Laubespin (1844-1920), xMarie d'Ennetières (1849-1925)
        - Camille Mouchet Battefort de Laubespin (zie hierna)

      - Théodule Mouchet Battefort de Laubespin (zie hierna)

## Camille Mouchet Battefort de Laubesping
- Camille Marie Joseph Mouchet Battefort de Laubespin (Brussel, 15 december 1872 - Parijs, 20 januari 1939) trouwde in Parijs in 1879 met Simonne de Marescot (1876-1967). Hij opteerde voor de Belgische nationaliteit en werd burgemeester van Elverdinge. In 1899 werd hij toegelaten tot de Belgische erfelijke adel met de titel graaf, overdraagbaar bij eerstgeboorte.
  - Antoine Mouchet Battefort de Laubespin (1899-1979) trouwde in 1931 met Alix de Kergorlay (1908-1992). Het echtpaar bleef kinderloos. Hij was protocolchef op het Belgische ministerie van buitenlandse zaken.
  - Bernard Mouchet Battefort de Laubespin (1901-1992) trouwde in 1936 met Alex Dadvisard (1909-1990). Het echtpaar kreeg een dochter. Bernard opteerde voor de Franse nationaliteit.

Deze familietak is uitgedoofd in de Belgische adel in 1979.

## Théodule Mouchet Battefort de Laubespin
- Théodule Marie Joseph Mouchet Battefort de Laubespin (Brussel, 7 september 1848 - Waulsort, 20 november 1935) trouwde in 1876 in Parijs met Louise d'Avesgo de Coulonges (1855-1952). Hij opteerde voor de Belgische nationaliteit en in 1873 werd hij toegelaten tot de Belgische erfelijke adel, met de titel graaf, overdraagbaar op alle afstammelingen.
  - Humbert Mouchet Battefort de Laubespin (Parijs, 16 mei 1881 - Elsene, 12 oktober 1956) was Belgisch buitengewoon gezant en gevolmachtigd minister. Hij trouwde in Parijs in 1913 met Odette Lagarde (1889-1956). Het echtpaar kreeg twee dochters en een zoon.
    - Jean Mouchet Battefort de Laubespin (1922-2008) trouwde in Namen in 1968 met Ottilie Dey (1919-1995). Het echtpaar bleef kinderloos.

Deze familietak is uitgedoofd in 2008.